# WASP
White Anglo-Saxon Protestant (hvid angelsaksisk protestant) – oftest forkortet til akronymet WASP (engelsk for hveps) – er en betegnelse med rod i USA.
Der er ikke nogen præcis definition af udtrykket, og det bruges som beskrivelse af ret forskellige sociologiske og kulturelle grupper. Udtrykket er opstået som en reference til hvide amerikanere i USA's overklassemiljø, som – i nogles øjne – udgjorde en magtfuld elite.